# Lewkowo Stare
Lewkowo Stare (wcześniej Stare Lewkowo) – wieś w Polsce, położona w województwie podlaskim, w powiecie hajnowskim, w gminie Narewka, nad Narewką, w bezpośrednim sąsiedztwie wsi Lewkowo Nowe.
Lewkowo Stare jest siedzibą prawosławnej parafii Świętych Apostołów Piotra i Pawła. Natomiast wierni kościoła rzymskokatolickiego należą do parafii św. Jana Chrzciciela w Narewce.

## Integralne części wsi
| SIMC    | Nazwa  | Rodzaj  |
| ------- | ------ | ------- |
| 0036908 | Nowiny | kolonia |

## Historia
Z XVII wieku pochodzi pierwsza pisemna wzmianka o cerkwi w Lewkowie Starym.
Według Pierwszego Powszechnego Spisu Ludności, przeprowadzonego w 1921 r., Lewkowo Stare liczyło 49 domów i 268 mieszkańców (145 kobiet i 123 mężczyzn). Większość mieszkańców miejscowości zadeklarowała wówczas wyznanie prawosławne (235 osób). Pozostali zgłosili kolejno: wyznanie rzymskokatolickie (29 osób) i wyznanie mojżeszowe (4 osoby). Podział religijny mieszkańców Lewkowa Starego całkowicie pokrywał się z ich strukturą narodowo-etniczną, bowiem 235 osób zadeklarowało narodowość białoruską. Reszta podała kolejno narodowości: polską (29 osób) i żydowską (4 osoby).  W okresie dwudziestolecia międzywojennego wieś znajdowała się w powiecie wołkowyskim w gminie Tarnopol.
W 1954 roku miejscowość była siedzibą gminy Lewkowo Stare. W latach 1954–1972 wieś należała i była siedzibą władz gromady Lewkowo Stare. W latach 1975−1998 miejscowość administracyjnie należała do województwa białostockiego. 
W 1980 r. w ramach badań dialektologicznych przeprowadzonych w Starym Lewkowie pod kierunkiem Janusza Siatkowskiego odnotowano, że podstawowym środkiem porozumiewania się mieszkańców między sobą jest gwara białoruska.
1 stycznia 2006 r. nazwa miejscowości została zmieniona ze Stare Lewkowo na Lewkowo Stare.

## Zabytki
- parafialna cerkiew prawosławna pw. Świętych Piotra i Pawła wzniesiona na początku XVIII w[12].

## O wsi
We wsi działa zespół folklorystyczny oraz wykonywane jest rękodzieło ludowe w postaci wyrobów z gliny i drewna oraz organizowane są festyny dla osób niepełnosprawnych.
W Lewkowie Starym znajdują się także:
- Centrum Kształcenia z wioską internetową, na miejscu dawnej szkoły podstawowej;
- działający od roku 1968 zakład Ceramika Budowlana Lewkowo[8][14]

W 2012 r. budynek nieczynnej szkoły podstawowej został sprzedany firmie Pakplus Sp. z o.o. z Bielska Podlaskiego. Od czerwca 2013 r. obiekt dzierżawi firma Old Polish Vodka Sp. z o.o., w którym uruchomiony został zakład produkcji wódek i nalewek oraz skład podatkowy. W dniu 19 września 2014 r. odbyło się uroczyste otwarcie połączone z poświęceniem zakładu. 

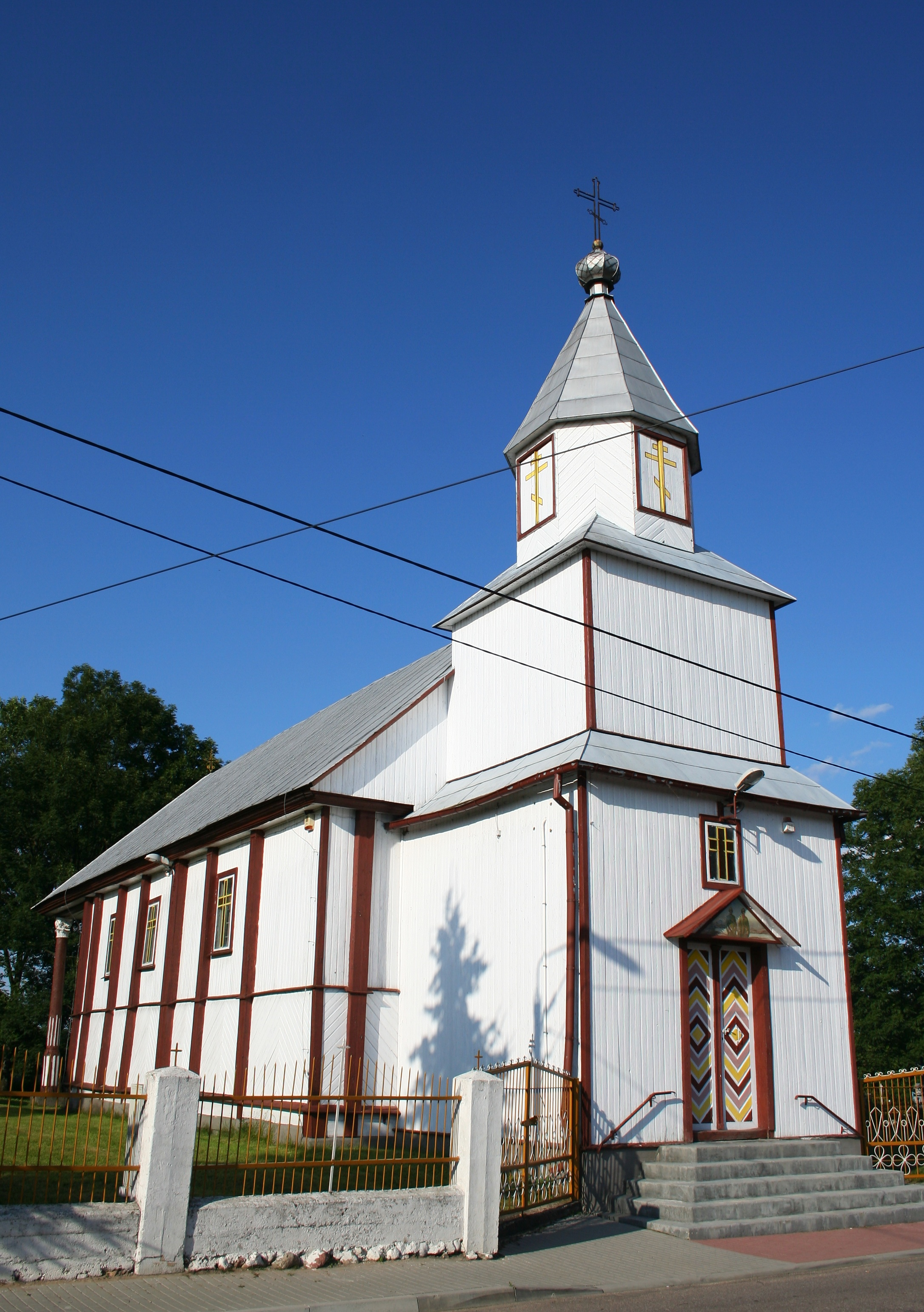
Prawosławna cerkiew św. Piotra i Pawła
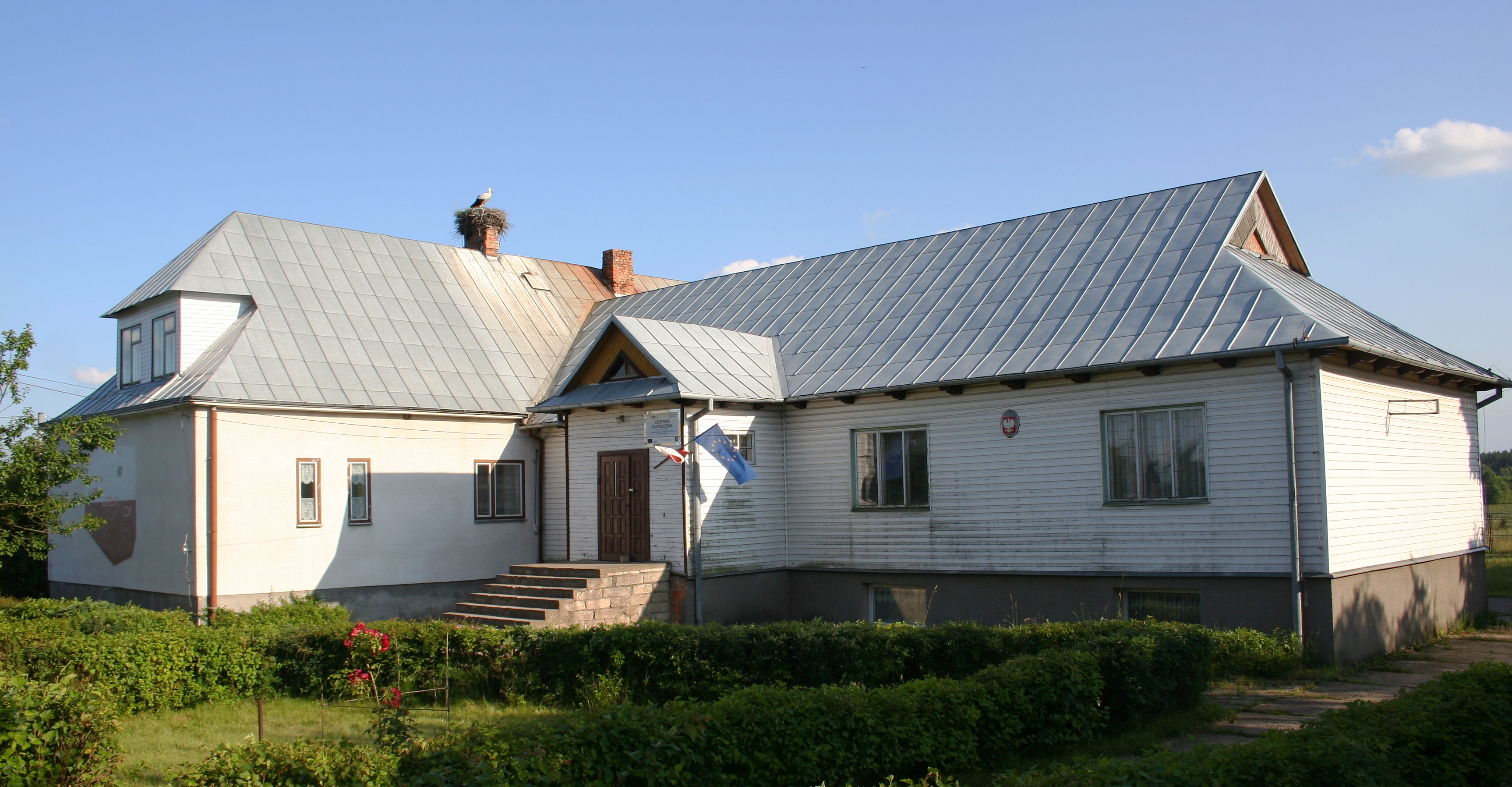
Budynek „Centrum Kształcenia” w Lewkowie
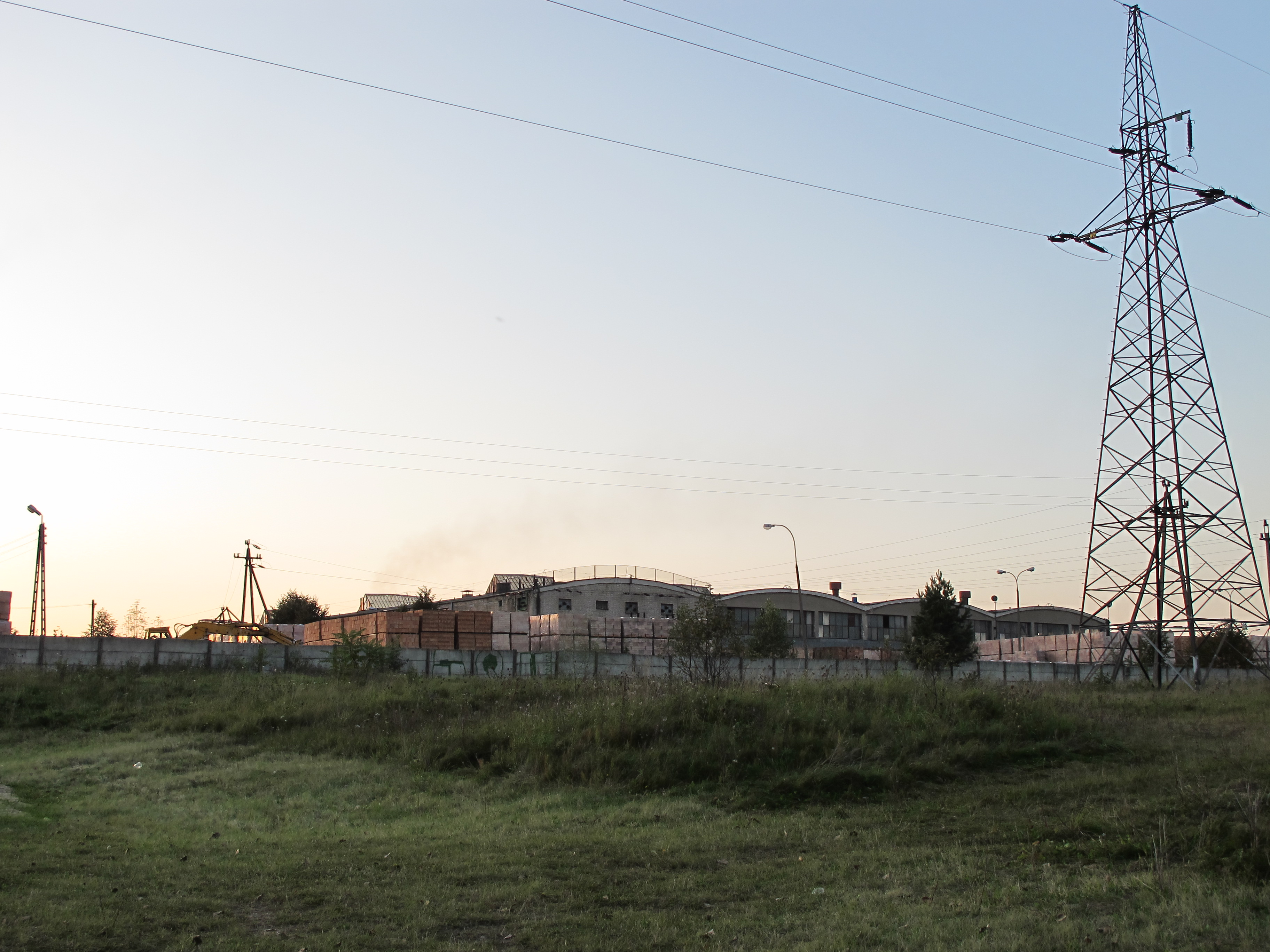
Fabryka ceramiki budowlanej „Lewkowo”